# Armée catholique et royale des Côtes-du-Nord
L'Armée catholique et royale des Côtes-du-Nord était une armée de chouans des Côtes-du-Nord. Elle fut créée en 1799 et le commandement en fut assuré par Pierre-Mathurin Mercier, dit La Vendée, ses effectifs étaient de 7 000  à   8 000 hommes. Auparavant les deux seules divisions, forte de 2 000 hommes, étaient dépendantes de l'Armée royale de Rennes et de Fougères. Alexandre Jacques François de Courson de La Villevallio sera colonel, chef de division le 1er octobre 1799 et commandant en chef de volontaires royaux des Côtes-du-Nord et fut puissamment secondé par Jean-François Le Nepvou de Carfort en 1815.

## Divisions (1794-1796)
- Division de Lamballe et Moncontour .
 Colonel: Amateur-Jérôme Le Bras des Forges de Boishardy, puis
Colonel: Guillaume Le Gris-Duval
- Division de Dinan.
 Colonel: Malo Colas de La Baronnais, puis
Colonel: Victor Colas de La Baronnais
- Division de Saint-Brieuc, 
Colonel: Jean-François Le Nepvou de Carfort

## Divisions (1799-1800)
- Armée des Côtes du Nord:
Maréchal de camp: Pierre-Mathurin Mercier, dit La Vendée
- Division de Guingamp et Tréguier,
Colonel: Guillaume Jean Joseph de Keranflech, dit Jupiter
- Division de Lannion, 
Colonel: Claude-René Guezno de Penanster
- Division de Saint-Brieuc, 
Colonel: Jean-François Le Nepvou de Carfort
- Division de Dinan, 
Colonel: Toussaint du Breil de Pontbriand
- Division de Loudéac,
Colonel: Guillaume Le Gris-Duval